# Viktor Đerek
Viktor Đerek (ur. 8 marca 2000 w Splicie) – chorwacki fotograf i działacz na rzecz praw człowieka.

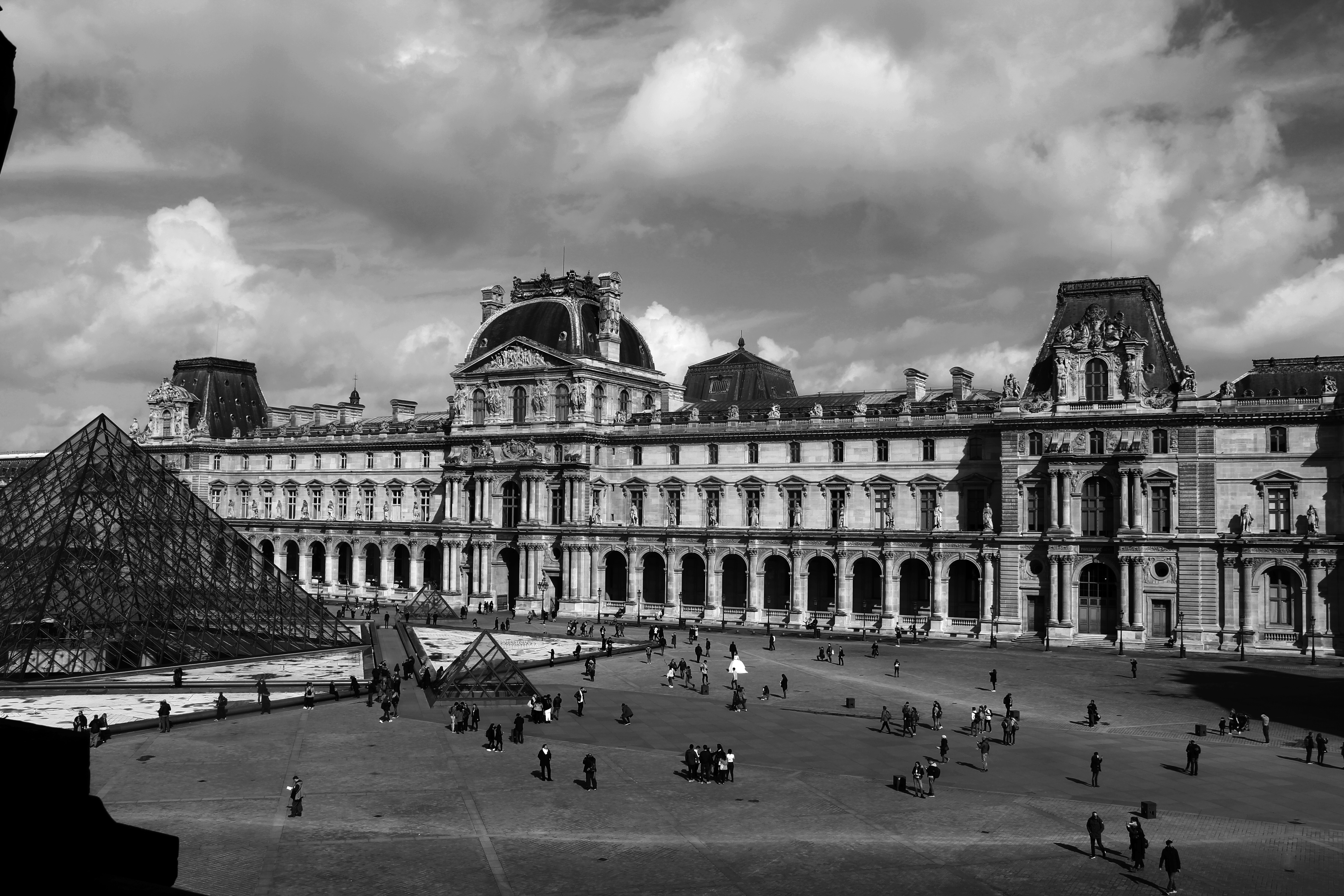
Muzeum w Luwrze

Pierwsze zainteresowanie fotografią zaczęło się w wieku 9 lat, kiedy po raz pierwszy wziął udział w zajęciach z fotografii. Następnie Đerek zaczął podróżować ze swoim dziadkiem podczas samodzielnego robienia zdjęć i umieszczania ich na stronie hostingowej Flickr. W 2012 roku ukończył szkołę muzyczną w Luka Sorkočević Art School.
W połowie 2013 Đerek wyreżyserował, wyprodukował i nakręcił swój pierwszy krótki film dokumentalny - Fairy Tale Croatia.
Jest działaczem na rzecz praw człowieka. Współpracuje z organizacjami praw człowieka, takimi jak Born This Way Foundation i Human Rights Campaign.

## Wystawy
- DOP Exclusive, Zagreb[3]